# Sun Ji
Sun Ji (chiński 孙吉, ur. 15 stycznia 1982 w Szanghaju) – chiński piłkarz grający na pozycji prawego obrońcy lub pomocnika. Jest bratem bliźniakiem Sun Xianga, także piłkarza i reprezentanta kraju.

## Kariera klubowa
Sun Ji pochodzi z Szanghaju i piłkarską karierę rozpoczynał w tamtejszym klubie Shanghai Cable 02. W 2002 roku przeszedł do Shanghai Shenhua, w barwach którego zadebiutował w Chinese Super League i w tym samym roku wywalczył Superpuchar Chin. Rok później został mistrzem Chin i w mistrzowskim sezonie rozegrał 25 meczów. Natomiast w latach 2005, 2006 i 2008 Sun trzykrotnie wywalczył z klubem wicemistrzostwo kraju.
W listopadzie 2006 Sun razem z bratem trafił na testy do PSV Eindhoven, jednak nie podpisał kontraktu z tym klubem. Ostatecznie jednak z powodu kontuzji obrońców jego brat Sun Xiang podpisał kontrakt z holenderskim zespołem, a Sun Ji pozostał w Shenhua.
W 2010 roku Sun przeszedł do Hangzhou Nabel Greentown. W 2012 roku zakończył w nim swoją karierę.
| Sezon | Klub               | Kraj  | Rozgrywki            | Mecze | Bramki |
| ----- | ------------------ | ----- | -------------------- | ----- | ------ |
| 2002  | Shanghai Shenhua   | Chiny | Chinese Super League | 26    | 2      |
| 2003  | Shanghai Shenhua   | Chiny | Chinese Super League | 25    | 0      |
| 2004  | Shanghai Shenhua   | Chiny | Chinese Super League | 19    | 3      |
| 2005  | Shanghai Shenhua   | Chiny | Chinese Super League | 22    | 1      |
| 2006  | Shanghai Shenhua   | Chiny | Chinese Super League | 26    | 0      |
| 2007  | Shanghai Shenhua   | Chiny | Chinese Super League | 15    | 0      |
| 2008  | Shanghai Shenhua   | Chiny | Chinese Super League | 24    | 1      |
| 2009  | Shanghai Shenhua   | Chiny | Chinese Super League | 10    | 1      |
| 2010  | Hangzhou Greentown | Chiny | Chinese Super League | 26    | 0      |
| 2011  | Hangzhou Greentown | Chiny | Chinese Super League | 1     | 0      |
| 2011  | Hangzhou Greentown | Chiny | Chinese Super League | 0     | 0      |

## Kariera reprezentacyjna
W reprezentacji Chin Sun Ji zadebiutował 7 lutego 2007 roku w wygranym 2:1 towarzyskim meczu z Kazachstanem.